# Santa Maria Maddalena delle Convertite
Santa Maria Maddalena delle Convertite, även benämnd Santa Lucia della Colonna och Sancta Lucia de Confinio, var en kyrkobyggnad i Rom, helgad åt den heliga Maria Magdalena. Kyrkan var belägen vid dagens Via del Corso i Rione Colonna. Tillnamnet ”Convertite” syftar på att klostret var avsett för prostituerade kvinnor som omvänt sig till Kristus och valt att leva ett liv i botgöring.
Tillnamnet ”Colonna” syftar på den närbelägna Marcus Aurelius-kolonnen, medan ”Confinio” avser gränsen (latin confinium) mellan Rioni Colonna och Trevi.
På platsen står numera Palazzo Marignoli, uppfört mellan 1878 och 1883.

## Kyrkans historia
Kyrkan omnämns i Catalogo di Cencio Camerario, en förteckning över Roms kyrkor sammanställd av Cencio Savelli år 1192 och bär där namnet sce. Lucie de Confinio. Därutöver omnämns kyrkan i Il catalogo Parigino (cirka 1230) som s. Lucia de Confingio, i Il catalogo di Torino (cirka 1320) som Ecclesia sancte Lucie de Confinio och i Il catalogo del Signorili (cirka 1425) som sce. Lucie de confinio.
År 1520 överlät påve Leo X kyrkan åt Compagnia della Carità, som ämnade grunda ett nunnekloster för omvända prostituerade. Kyrkan hade tidigare varit helgad åt den heliga Lucia, men vid detta tillfälle ändrades dedikationen till den heliga Maria Magdalena. Nunnorna följde den augustinska ordensregeln och benämndes Sorelle della Penitenza (”Botgöringens systrar”).
Kyrkan byggdes om 1585 efter ritningar av Carlo Maderno, men både kyrkan och klostret blev föremål för en genomgripande restaurering efter en eldsvåda år 1617. Påve Paulus V, kardinal Pietro Aldobrandini och adelsdamen Olimpia Aldobrandini bekostade projektet, vilket leddes av Martino Longhi den yngre.
I samband med den franska ockupationen av Rom 1798 stängdes kyrkan och klostret. Kyrkan revs år 1874.

## Kyrkans exteriör
Kyrkans fasad, ritad av Carlo Maderno, hade två våningar. Den nedre hade sex joniska pilastrar som bar upp ett entablement. Ingångsportalen kröntes av ett triangulärt pediment. Den övre våningen, som bestod av en axel, hade fyra joniska pilastrar som bar upp ett segmentbågeformat pediment. I mitten satt ett rektangulärt fönster, krönt av ett mindre triangulärt pediment. De två våningarna sammanbands av två gigantiska voluter.

## Kyrkans interiör
Kyrkobyggnaden var ursprungligen tämligen liten med ett skepp med absid och två sidokapell, invigda åt den heliga Agata respektive den helige Alexius. I det förstnämnda kapellet begravdes apotekaren Mascio Scarpetta dei Teddalini, som i sitt testamente 1396 gjorde en generös donation. Det andra kapellet inrättades på begäran av prästen Battista de Miccinis.
Högaltarmålningen utfördes 1622 av Guercino och bär titeln Den botfärdiga Maria Magdalena med två änglar. Den framställer Maria Magdalenas möte med två änglar vid Kristi tomma grav. En av änglarna visar henne en av spikarna från Kristi kors. Målningen finns idag i Vatikanmuseerna.
Den tidigare högaltarmålningen var utförd av Pier Francesco Mazzucchelli och framställde Jungfru Marie himmelsfärd. Denna målning flyttades till kyrkans första sidokapell på vänster sida. Mazzucchelli var även upphovsman till Den heliga Lucias martyrium samt Konungarnas tillbedjan. I det första sidokapellet på höger hand fanns Korsfästelsen av Giacinto Brandi, som även utförde altarmålningen föreställande den heliga Lucia i det intilliggande kapellet. Det tredje kapellet var smyckat av målningen Jungfru Marie förhärligande med helgon, utförd av Giulio Romanos skola. I det andra kapellet till vänster fanns ett verk, Den heliga Maria Egyptiskan, av Sigismondo Rosa, medan det tredje hade en serie med målningar av Vespasiano Strada: Jesu födelse, Jungfru Marie besök hos Elisabet och Flykten till Egypten.

## Bilder
| - Den botfärdiga Maria Magdalena med två änglar, utförd av Guercino år 1622. Målningen finns numera i Vatikanmuseerna. - Santa Maria Maddalena delle Convertite (nummer 192) på Giovanni Battista Faldas karta över Rom från år 1676. |